# كاثي فالنتاين
كاثي فالنتاين (بالإنجليزية: Kathy Valentine)‏ هي موسيقية وكاتبة غنائية أمريكية، ولدت في 7 يناير 1959 في أوستن في الولايات المتحدة.

## وصلات خارجية
- الموقع الرسمي
- كاثي فالنتاين على موقع IMDb (الإنجليزية)
- كاثي فالنتاين على موقع ميوزك برينز (الإنجليزية)
- كاثي فالنتاين على موقع قاعدة بيانات برودواي على الإنترنت (الإنجليزية)
- كاثي فالنتاين على موقع إن إن دي بي (الإنجليزية)
- كاثي فالنتاين على موقع أول ميوزيك (الإنجليزية)
- كاثي فالنتاين على موقع ديسكوغز (الإنجليزية)
- كاثي فالنتاين على موقع قاعدة بيانات الفيلم (الإنجليزية)